# Antonio Frova
Antonio Frova (Verona, 21 luglio 1914 – Milano, 19 maggio 2007) è stato un archeologo italiano.

## Biografia
Antonio Frova si laureò in Archeologia all'Università Cattolica del Sacro Cuore di Milano nel 1935 con Roberto Paribeni, e conseguì il perfezionamento in Storia dell'arte all'Università degli Studi di Padova. Tra 1938 e 1939 fu allievo della Scuola archeologica italiana di Atene, nel periodo in cui il direttore Alessandro Della Seta fu allontanato a causa delle leggi razziali. Nel 1940, trovandosi in Bulgaria per conto del ministero degli esteri italiano, si rifiutò di aderire all'intervento militare e trascorse gli anni della guerra nel paese, dedicandosi a ricerche e scavi di archeologia romana nei siti di Oescus, Durostorum/Silistra, Kazanlak e Anchialus.
Rientrato in Italia al termine della seconda guerra mondiale, grazie a Luciano Laurenzi fu assunto come semplice operaio presso la Soprintendenza alle antichità della Lombardia nel 1945, e divenne presto ispettore archeologo, passando poi nel 1964 in Emilia-Romagna come direttore del Museo archeologico nazionale di Parma. Nel 1967 divenne soprintendente archeologo della Liguria, carica che ricoprì fino al 1976 dando grande impulso alle ricerche archeologiche nella regione, anche favorendo lo sviluppo della neonata archeologia medievale e l'adozione dei metodi scientifici.
Diresse importanti scavi archeologici a Lodi Vecchio, Cesarea marittima (dove rinvenne la cosiddetta Iscrizione di Pilato) e a Luni.
Nel 1962 conseguì la libera docenza in archeologia e storia dell'arte greca e romana, ricoprendo la cattedra di archeologia a Milano, a Lecce come professore ordinario e infine a Genova, dove fu anche direttore della scuola di specializzazione in archeologia fino al 1990.
Nel suo testamento divise il suo patrimonio culturale in tre parti: il materiale sugli scavi a Luni di La Spezia venne lasciato al "Centro Studi Lunensi"; quello sugli scavi di Cesarea e sulle altre campagne di scavo finanziate dall'Università Cattolica di Milano, venne lasciato alla stessa università; il suo immenso patrimonio bibliotecario, oltre 5.000 volumi, fu donato al Comune di Lodi Vecchio, dov'è seppellito insieme alla moglie, Francesca Warszawska.

## Opere
- Pittura romana in Bulgaria, Palombi, 1943
- L'Afrodite-Musa di Milano, in Bollettino d'arte, A. 39, s. 4, n. 2 (apr.-giu. 1954), p. 97-106
- Il Sepolcro di Anchialo (Bulgaria), Noccioli, 1956
- L'arte etrusca, Garzanti, 1957
- A proposito degli scavi di Lodivecchio, in Archivio storico lombardo, A. 85, vol. 8 (1958), p. 271-273
- L'arte di Roma e del mondo romano, 1961
- 'Opus interrasile' a Cremona, in Archivio storico lombardo, A. 90, vol. 3 (1963), p. 306-309
- Ambre romane scolpite a Luni, in Archeologia classica, Vol. 20 (1968), p. 76-85
- Alida Giacomini, Graziano Galmozzi: Antonio Frova archeologo a Lodi Vecchio e nel mondo, Primula, 2018, EAN: 9788831970051